# Грузија на Европском првенству у атлетици на отвореном 2018.
Грузија је учествовала на 24. Европском првенству 2018. одржаном у Берлину, (Немачка), од 6. до 12. августа 2018. године. Ово је било девето европско првенство у атлетици на отвореном на којем је Грузија наступила. Репрезентацију Грузије представљало је 3 такмичара који су се такмичили у 3 дисциплине.,
На овом првенству представници Грузије нису освојили ниједну медаљу, нити је оборен неки рекорд.

## Учесници
Мушкарци:
- Давити Каразишвили — Маратон
- Лаша Гулелаури — Троскок
- Гиорги Мујаридзе — Бацање кугле

## Резултати

### Мушкарци
| Атлетичар          | Дисциплина   | Лични рекорд | Квалификације | Квалификације | Финале               | Финале               | Детаљи |
| Атлетичар          | Дисциплина   | Лични рекорд | Резултат      | Место         | Резултат             | Место                | Детаљи |
| ------------------ | ------------ | ------------ | ------------- | ------------- | -------------------- | -------------------- | ------ |
| Давити Каразишвили | Маратон      | 2:16:17      |               |               | Није завршио трку    | Није завршио трку    |        |
| Лаша Гулелаури     | Троскок      | 16,96        | Без пласмана  | Без пласмана  | Није се квалификовао | Није се квалификовао |        |
| Гиорги Мујаридзе   | Бацање кугле | 19,94        | 19,18         | 12. у гр. А   | Није се квалификовао | 24 / 29 (30)         |        |